# Tân Khánh, Thái Nguyên
Tân Khánh là một xã ở phía đông nam của tỉnh Thái Nguyên, Việt Nam.

## Địa lý
Xã Tân Khánh có vị trí địa lý:
- Phía đông giáp xã Tân Thành
- Phía tây giáp phường Gia Sàng và phường Bách Quang
- Phía nam giáp xã Phú Bình và xã Điềm Thụy
- Phía bắc giáp xã Trại Cau và xã Nam Hoà.

Xã Tân Khánh có diện tích 48,31 km², dân số năm 2025 là 23.724 người. Khu vực được định hướng tập trung phát triển nông nghiệp, lâm nghiệp gắn với chế biến công nghệ cao, chăn nuôi gia cầm. Trong vùng có nhiều hợp tác xã trong lĩnh vực nông nghiệp, kinh tế trang trại, làng nghề chè truyền thống. Hạ tầng giao thông trên địa bàn xã có các tuyến đường tỉnh 269C, đường vành đai II.   Trên địa bàn xã có sông Cầu và hệ thống sông Máng, một kênh tưới tiêu nhân tạo được xây dựng từ thời Pháp thuộc. Đường sắt Kép - Lưu Xá chạy qua xã.

## Lịch sử
Sau khi Cách mạng Tháng Tám năm 1945 thành công, xã Vạn Thắng được thành lập vào tháng 10 năm 1945  trên cơ sở một phần
địa giới của đồn điền Vạn Già. Xã Vạn Thắng gồm các thôn: Thắng Lợi, Kim Đĩnh, Tân Lập, Bình Thuận, Đức Khánh (tức Tân Khánh), Đồng Liên. Tháng 8 năm 1953, xã Vạn Thắng được tách ra thành 4 xã mới: Tân Kim, Đồng Liên, Tân Khánh và Thắng Lợi. Từ năm 1975, xã Thắng Lợi chính thức đổi tên thành xã Bàn Đạt.
Tháng 6 năm 2025, xã Tân Khánh được thành lập trên cơ sở nhập toàn bộ diện tích tự nhiên, quy mô dân số của xã Tân Khánh (diện tích tự nhiên là 21,25 km²; dân số là 9.518 người); xã Bàn Đạt (diện tích tự nhiên là 17,44 km²; dân số là 7.549 người) và xã Đào Xá (diện tích tự nhiên là 9,62 km²; dân số là 6.657 người) của huyện Phú Bình. Trụ sở làm việc của xã nằm tại trụ sở xã Tân Khánh cũ.

## Hành chính
Đến năm 2009, xã Tân Khánh được chia thành 25 xóm: Hoàng Mai 1, Hoàng Mai 2, Nông Trường, Ngò, Đồng Bẫu, Kim Bảng, Đồng Tiến 1, Đồng Tiến 2, Tre, Thông, Cầu Ngần, La Tú, La Muôi, Làng Cả, Na Ri, Đồng Đậu, Xuân Minh, Phố Chợ, Cà, Bằng Sơn, Chanh, Kê, Cầu Cong, Đồng Hòa, Trại Mới.
Đến năm 2009, xã Bàn Đạt được chia thành 12 xóm: Bàn Đạt, Cầu Mành, Việt Long, Đồng Quan, Đồng Vĩ, Na Chăng, Đá Bạc, Bờ Tấc, Phú Lợi, Tân Minh, Trung Đình, Bãi Phẳng.
Đến năm 2009, xã Đào Xá được chia thành bảy xóm: Tân Sơn, Dẫy, Chám, Xuân Đào, La Lý, Đoàn Kết, Phú Minh.